# Odlot dzikich gęsi
Odlot dzikich gęsi – określenie emigracji do Francji irlandzkich zwolenników Jakuba II Stuarta, na podstawie Traktatu z Limerick zawartego 3 października 1690. Kapitulującym obiecano wybór pomiędzy amnestią, jeśli pozostaną w kraju i złożą przysięgę na wierność Wilhelmowi Orańskiemu, a swobodnym wyjazdem do Francji. Wtedy to, po zakończeniu wojny irlandzkiej odpłynęło około 10 000 żołnierzy jakobickich pod dowództwem Patricka Sarsfielda. W szerszym znaczeniu, termin dzikie gęsi (Wild Geese, irl. Na Géanna Fiáine), potocznie i w wyobraźni popularnej używany jest w odniesieniu do wszystkich żołnierzy, którzy opuścili wyspę, by służyć w armiach europejskich od XVI po co najmniej XVIII w.

## Według królestw

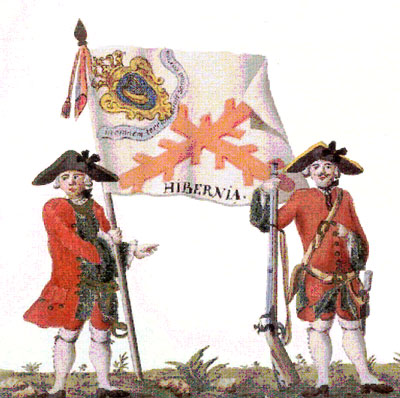
Mundury i sztandar regimentu Hibernia w służbie hiszpańskiej, poł. XVIII w.

### Armiahiszpańska
Pierwszym oddziałem irlandzkim, który służył w armii kontynentalnej był regiment armii hiszpańskiej z bazą we Flandrii, walczący podczas wojny osiemdziesięcioletniej w ostatnim dziesięcioleciu XVI w. Utworzenie tego rodzaju oddziału za pozwoleniem rządu w Londynie było pierwszą, ale nie ostatnią akcją pozbywania się z Irlandii niepożądanych prawdziwych lub potencjalnych przeciwników władz centralnych. Regiment został utworzony przez angielskiego katolika, Williama Stanleya. Stanley otrzymał do tego uprawnienia od Elżbiety I, której zamierzeniem było aby wojsko zostało użyte jako wsparcie holenderskiej Republiki Zjednoczonych Prowincji. Jednakże w 1585 Stanley wraz ze swoim regimentem przeszedł na stronę hiszpańską. W 1598 Diego Brochero de Anaya pisał do króla Hiszpanii Filipa III:
..każdego roku Wasza Królewska Mość powinien rekrutować żołnierzy irlandzkich, którzy są twardzi i mocni, i niestraszne im zimno ni podłe jedzenie, które zabijają Hiszpanów, gdyż na wyspie swojej daleko zimniejszej niż Hiszpania chodzą ci oni niemal nadzy, śpią na gołej ziemi a takoż jedzą czerstwy chleb, mięso i wodę piją, nie zaś wino.
Oddział walczył w Niderlandach aż do 1600, kiedy został rozwiązany z powodu wysokich strat spowodowanych zarówno walką, jak i chorobami.
Po klęsce w Irlandzkiej wojnie dziewięcioletniej (1593–1603) miała miejsce w 1607 tak zwana „Ucieczka Hrabiów”. Opuścili wtedy Irlandię hrabia Tyrone Hugh O’Neill, hrabia Tyrconnell Rory O’Donnell oraz lordowie Beare i Bantry, Donal O’Sullivan, wraz z innymi przywódcami klanów i ich wojskami z Ulsteru oraz gallowglasami (zaciężnymi żołnierzami z północnej Szkocji, językiem i kulturą podobnymi do Irlandczyków). Oczekiwali wsparcia króla Hiszpanii dla wznowienia powstania w Irlandii, jednakże król Filip III nie chcąc powrotu do wojny z Anglią, odmówił ich żądaniom.
Przybycie ich doprowadziło do powstania nowego irlandzkiego regimentu we Flandrii pod komendą celtyckiej szlachty irlandzkiej, w którym służyli ich dawni członkowie klanów. Nastroje tego oddziału były wyraźnie wrogie wobec angielskiego i protestanckiego panowania w Irlandii. Przywódcą regimentu był syn Hugona O’Neilla John, a oficerami – inni przedstawiciele rodu – Owen Roe O’Neill i Hugh Dubh O’Neill.
Na początku XVII w., kiedy zabroniono katolikom służby w armii brytyjskiej oraz działalności politycznej, do oddziałów w Hiszpanii zaczęli napływać nowi rekruci. Dołączali do nich także irlandzcy katolicy pochodzenia anglo-normańskiego tacy jak Thomas Preston czy Garret Barry. Jako że ich poglądy były bardziej pro-angielskie niż autochtonów celtyckich, zdarzały się między nimi spory, zwłaszcza dotyczące planów inwazji Irlandii w 1627. Podczas rozejmu w Wojnie Osiemdziesięcioletniej trwającego 1609–1621 regiment miał swoją siedzibę w Brukseli. Nawiązane w tym czasie kontakty z brukselskim duchowieństwem katolickim przyczyniły się do utworzenia Kolegium Irlandzkiego w Lowanium.
Wielu żołnierzy służących w Hiszpanii powróciło do Irlandii podczas Wielkiej Rebelii 1637–1652 i walczyło w armii katolickiej Konfederacji z Kilkenny. Kiedy powstanie zostało krwawo stłumione przez armię Cromwella, około 34 tys. żołnierzy konfederackich opuściło kraj, aby szukać służby w Hiszpanii. Niektórzy z nich później zamienili służbę na francuską.
W XVIII w irlandzkie regimenty Hiszpanii służyły także za oceanem. Na przykład Regiment Irlanda (stworzony w 1698) stacjonował w Hawanie od 1770 to 1771, Regiment Ultonia (powstały w 1709) w Meksyku od 1768 do 1771, zaś Regiment Hibernia (utworzony w 1709) w Hondurasie od 1782 do 1783.
Podczas wojen napoleońskich wszystkie wyżej wymienione oddziały piechoty irlandzkiej były częścią armii Hiszpanii. Straty i problemy z rekrutacją spowodowały zmniejszenie liczby żołnierzy z Irlandii, choć oficerowie byli pochodzenia irlandzkiego. Regiment Hibernia otrzymał w 1811 rekrutów z Galicji i zakończył wojnę jako oddział całkowicie hiszpański. Wszystkie trzy regimenty rozwiązano w 1818 z powodu niewystarczającej liczby rekrutów, irlandzkich lub innych.

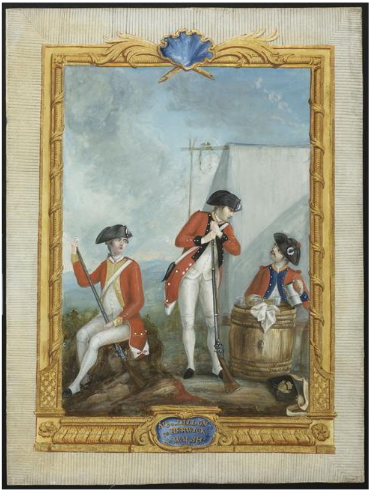
Oficerowie irlandzkich pułków Dillona, Berwicka i Walsha (XVIII w.)

### Armia francuska
Od polowy XVII w. Francja zastąpiła Hiszpanię jako główny cel emigracji katolickich Irlandczyków pragnących służyć w wojsku. Było to związane z rosnącą zgodnością interesów francuskich i irlandzkich, znaczenie miała jednak też łatwość migracji do Francji i Flandrii z Irlandii.
Francja prowadziła zaciągi żołnierzy z wielu obcych krajów – w jej armii służyli Niemcy, Włosi, Waloni i Szwajcarzy.  Zarówno irlandzkie, jak i szwajcarskie regimenty w służbie francuskiej nosiły czerwone mundury.
Punktem zwrotnym stały się warunki Traktatu z Limerick kończącego Wojnę Irlandzką (1688–91), kiedy to Ludwik XIV przyjął irlandzkich jakobitów, którym pozwolono na ewakuację. W 1690, w zamian za 6 tys. żołnierzy francuskich wcześniej wysłanych do Irlandii, Ludwik otrzymał 6 tys. irlandzkich rekrutów do walki w Wojnie Francji z Ligą Augsburską. Rok później w 1691, po tym jak jakobici irlandzcy pod dowództwem Patricka Sarsfielda zgodzili się na korzystne warunki kapitulacji zawarte w Traktacie z Limerick, armia irlandzka z pełnym wyposażeniem i ekwipunkiem wycofała się do Francji.
Sarsfield odpłynął do Francji 22 grudnia 1691 na czele 19 tys. rodaków. Exodus obejmował 14 tys. żołnierzy wraz z 6 tys. kobiet i dzieci. Wydarzenie to zapamiętano w Irlandii jako odlot dzikich gęsi.
W 1692 olbrzymia armia francusko-irlandzka czekała na wybrzeżu francuskim na sygnał inwazji na Anglię w 1692, jednakże inwazję odwołano z powodu klęski Francji w powiązanych ze sobą bitwach morskich koło Barfleur i La Hogue. Dzikie gęsi Sarsfielda musiały zatem zostać przegrupowane na tej samej zasadzie co Brygada Irlandzka Mountcashela.
W 1745 duża ilość żołnierzy i oficerów irlandzkich wzięła ochotniczo udział w ostatnim powstaniu jakobickim w Szkocji wywołanym przez Karola Edwarda Stuarta.Wywodzili się oni z różnych Brygad Irlandzkich we Francji i innych krajach. Finansowego wsparcia udzielili im irlandzcy kupcy żyjący we Francji. Część z nich nigdy nie dotarła do celu, bo z okrętów francuskich zatrzymanych przez brytyjskie dostali się od razu do więzień w Wielkiej Brytanii. Pozostali odznaczyli się w bitwach pod Falkirk i pod Culloden, gdzie dobrze wyszkoleni „pikinierzy irlandzcy” osłaniali odwrót głównych sił. Wzięci do niewoli Irlandczycy, o ile mieli poddaństwo francuskie, mieli szansę na zwolnienie; jeśli jednak odkryto że byli formalnie poddanymi brytyjskimi, czekała ich egzekucja. Ostatecznie, udaną ewakuację Karola Edwarda pięć miesięcy po klęsce pod Culloden przeprowadzili oficerowie irlandzcy pod dowództwem pułkownika Richarda Warrena na statku Le Conti, należącym do irlandzkiego armatora z Francji.
Aż do 1745, irlandzkim ziemianom nie zabraniano werbunku do oddziałów francuskich, gdyż władze widziały w tym sposób na pozbycie się z kraju młodych mężczyzn pozostających bez zajęcia, jako potencjalnego elementu niebezpiecznego. Jednakże masowy udział Irlandczyków z armii francuskiej w powstaniu Karola Edwarda sprawił, iż Brytyjczycy zdali sobie sprawę z ryzyka i zabronili rekrutacji do obcych armii na terenie Irlandii. Od tego czasu zaczęła spadać liczba prostych żołnierzy irlandzkich w brygadach irlandzkich we Francji, choć oficerowie wciąż byli Irlandczykami.
Podczas wojny siedmioletniej Francuzi próbowali werbować wśród irlandzkich jeńców wojennych lub dezerterów z Armii Brytyjskiej. Poza tym, zaciąg ograniczał się do tych ochotników którzy zdołali dostać się do Francji, lub synów żołnierzy irlandzkich, którzy pozostali we Francji. Istniały wówczas następujące regimenty irlandzkie: Bulkeley, Clare, Dillon, Rooth, Berwick i Lally, oraz regiment kawalerii Fitzjames. Do końca XVIII w nawet oficerów Regimentów Irlandzkich rekrutowano z rodzin francuskich Irlandczyków – potomków emigrantów od pokoleń. Będąc Francuzami we wszystkim, prócz nazwisk, zachowali oni pamięć irlandzkiego dziedzictwa.
Po wybuchu Rewolucji Francuskiej, odrębność oddziałów irlandzkich została zlikwidowana i 21 lipca 1791 wraz z 12 innymi nie-szwajcarskimi regimentami zostały włączone w skład piechoty liniowej Armii Francuskiej, choć wciąż były znane nieformalnie pod dawnymi nazwami. Wielu oficerów francusko-irlandzkich porzuciło służbę w 1792 po detronizacji Ludwika XVI, gdyż składali przysięgę na wierność królowi, a nie narodowi francuskiemu.
W 1803 Napoleon Bonaparte powołał oddział piechoty irlandzkiej złożony głównie z weteranów Rewolucji Irlandzkiej 1798 lez także dawnych oficerów królewskich. Legion Irlandzki początkowo był batalionem, lecz później został powiększony do regimentu składającego się z czterech batalionów i kwatery głównej. W zamierzeniu, miał mieć charakter wyłącznie irlandzki i miał zostać użyty do inwazji na Irlandię, wraz z armią francuską. Do oddziału zaciągnęło się wielu oficerów z czasów monarchii francuskiej. Po klęsce Prus pod Jeną w 1806 przyłączyło się 300 Irlandczyków i 1200 Polaków (liczba trudna do zweryfikowania, kwestionowana niekiedy), wcześniej przymusowo wcielonych do armii pruskiej (Irlandczycy byli powstańcami z 1798 których Wielka Brytania oddała na mocy porozumienia Prusom do przymusowej pracy, Prusacy zaś później wcielili ich do własnej armii). Regiment zyskał uznanie podczas walk na terenie Niderlandów, a także podczas wojny na Półwyspie Iberyjskim, iw szczególności podczas Oblężenia Astorgi (1810) gdzie obrona hiszpańska została przełamana dzięki szturmowi Irlandczyków. 3 sierpnia 1811 Legion w którym służyło wiele narodowości został przemianowany na Regiment Cudzoziemski, jednocześnie zachowując irlandzką kadrę oficerską, sztandary i mundury; był też wciąż nieformalnie zwany Legionem. W 1813 wziął udział w kampanii śląskiej Napoleona, będącej częścią wojny VI koalicji zakończonej klęską; wtedy to, po dwóch bitwach nad Bobrem, ponad 1000 żołnierzy Legionu dostało się do niewoli pruskiej pod Lwówkiem Śląskim. Ostatnie dni chwały oddziału na kontynencie miały miejsce podczas oblężenia Antwerpii (1814) kiedy to Legion przez trzy miesiące bronił miasta przed siłami brytyjskimi. Oblężenie zakończyła abdykacja Napoleona. Niedługo potem Legion rozwiązano, i tak zakończyła się 125-letnia tradycja militarnej obecności Irlandczyków we Francji.

### Armie na terenieWłoch
Irlandczycy służyli także w armiach różnych państw na terenie podzielonych i rozdrobnionych politycznie Włoch. „Tercio” Lucasa Tafa (około 500 żołnierzy) służyła w Mediolanie około 1655. Irlandczycy służyli także w armii Sabaudii. W 1702, kompania irlandzkich grenadierów pod dowództwem Francisa Terry wstąpiła na służbę Wenecji; powstałym wtedy Weneckim Regimentem Dragonów rodzina Terry kierowała aż po 1797. Jednakże większość Irlandczyków służyła w oddziałach hiszpańskich we Włoszech. W hiszpańskiej Armii Mediolanu gdzie oddział irlandzki utworzono w 1694 około 3–4% z 20,000 wszystkich żołnierzy było Irlandczykami. Znaczącą postacią był uważający się za Irlandczyka, dowodzący oddziałami irlandzkimi w służbie Hiszpanii James Francis Fitz-James Stuart (1696–1739) (syn 1 księcia Berwick oraz Irlandki, Honory Burke) książę Berwick i Lirii. Służył on między innymi Elżbiecie Farnese, królowej Hiszpanii, walczącej o odzyskanie z rąk austriackich dóbr włoskich na rzecz kraju jej małżonka.. Mianowany Grandem Hiszpanii oraz marszałkiem polnym w 1724 służył później w dyplomacji, jako ambasador nadzwyczajny w Rosji 1726–1730, minister pełnomocny w Austrii w latach 1730–1733, potem ambasador w Królestwie Neapolu, 1733–1738, gdzie zmarł.

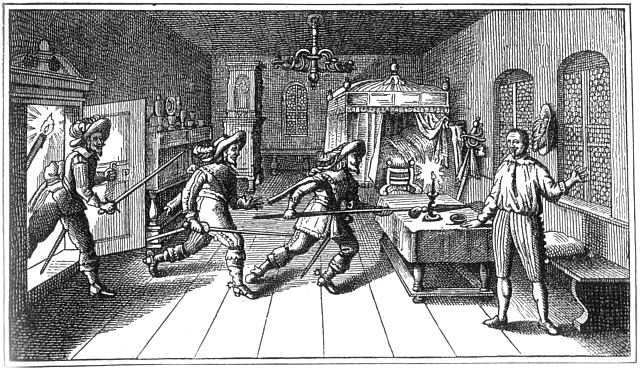
Zabójstwo Wallensteina przez Waltera Butlera i jego podkomendnych

### ArmiaMonarchii Habsburgów
Harman Murtagh, irlandzki historyk wojskowości napisał, że monarchia habsburska była głównym pracodawcą dla Irlandczyków w Europie Środkowej. Sprzyjał temu wielonarodowy jej charakter, i szerokie możliwości awansu dla utalentowanych cudzoziemców, których ponad 100 osiągnęło stopień feldmarszałka, generała lub admirała. Franciszek I Lotaryński powiedział o nich:
„Im więcej Irlandczyków w służbie austriackiej, tym lepiej, nasze wojska będą zawsze utrzymywały dyscyplinę. Irlandzki tchórz jest bardzo rzadkim zjawiskiem i nawet kiedy Irlandczycy czegoś nie lubią, zrobią to w swoim pragnieniu zdobycia sławy.”
Irlandzcy żołnierze po raz pierwszy zasłynęli w armii austriackiej podczas wojny trzydziestoletniej. W tym czasie oficerowie irlandzcy pod dowództwem Waltera Butlera i Waltera Deveraux stali się znani z powodu uczestnictwa w zabójstwie Wallensteina na rozkaz cesarza Ferdynanda II. Irlandczycy uczestniczyli też w obronie Wiednia 1683, gdzie wsławił się szczególnie marszałek polny Francis Taaffe, walczący pod komendą Karola Lotaryńskiego. Także w czasach Marii Teresy i wojen śląskich odznaczyli się dowódcy tacy, jak feldmarszałek Maksymilian Ulisses Browne oraz marszałek polny Franz Moritz de Lacy.
Wielu otrzymało za zasługi posiadłości, osiedliło się i dało początek arystokracji austriackiej, jak panowie de Lacy, O’Donnell, Browne czy Wallis (Walsh). Ostatnim znanym wydarzeniem, w którym brali udział austriaccy Irlandczycy było uratowanie życia cesarza Franciszka Józefa I przez hrabiego Maximiliana O’Donnella w 1853.
Irlandczycy służyli także w innych krajach niemieckich, choć jako katolicy częściej w monarchiach katolickich lub powiązanych sojuszami z Wiedniem.

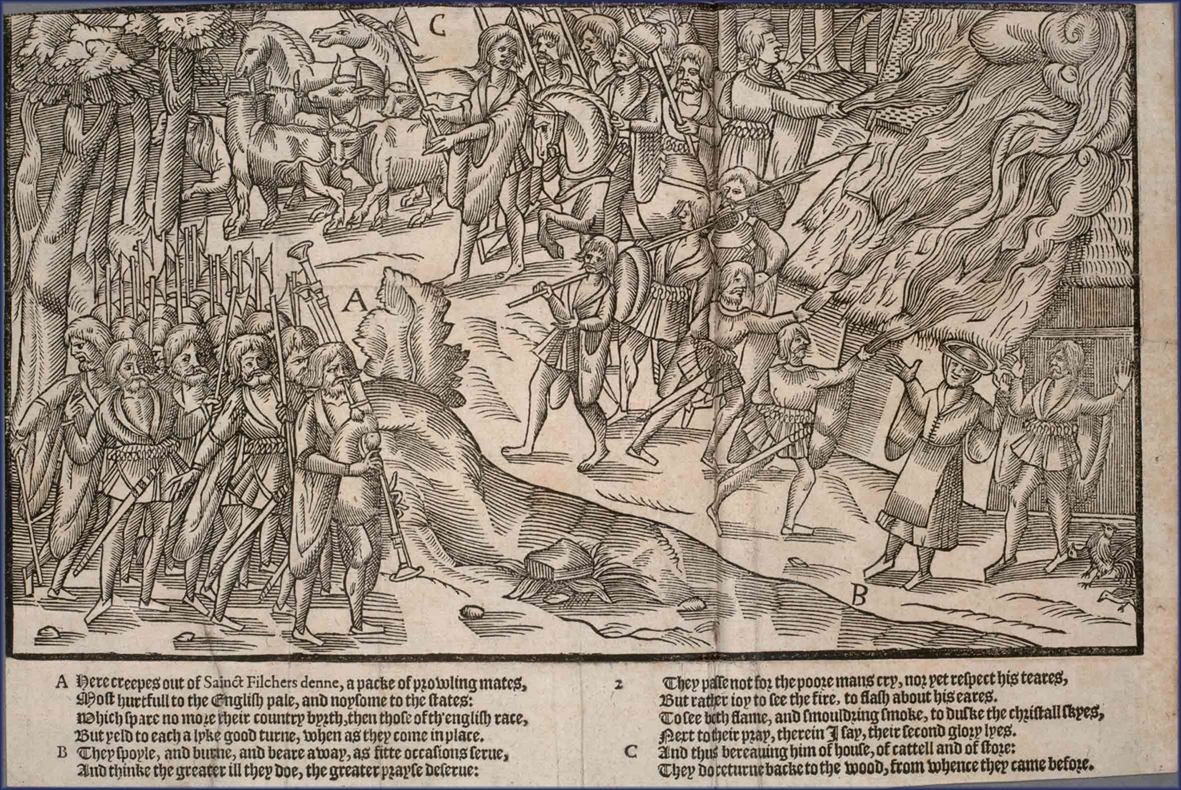
Irlandzcy żołnierze atakujący dom, być może osadników angielskich (koniec XVI w.

### ArmiaRzeczypospolitej Obojga Narodów
Polska jest odległa od Irlandii, jednakże żołnierze z tego kraju trafiali do Rzeczypospolitej poprzez służbę w innych armiach, rzadziej przez bezpośredni zaciąg. Niezbadany jeszcze dokładnie z polskiej strony epizod z początku XVII we wskazuje na moment, kiedy duża grupa Irlandczyków znalazła się w I Rzeczypospolitej po raz pierwszy. Po zakończeniu irlandzkiej wojny dziewięcioletniej (zwanej też powstaniem Tyrone’a) i emigracji jej przywódców, w Irlandii wciąż pozostały tysiące żołnierzy bez zajęcia. Anglicy obawiali się ich, zwłaszcza z uwagi na rozpoczynającą się intensywną kolonizację północnej części wyspy zwaną Plantacją Ulsteru. Około 1609 podjęto decyzję o pozbyciu się nadmiaru mężczyzn zdolnych do walki, co miało zapobiec nawrotowi walk i uniemożliwić opór przeciw kolonizacji. W tym celu Jakub I zawarł porozumienie z królem Szwecji Karolem IX w sprawie pozyskania żołnierzy irlandzkich dla cara Wasyla Szujskiego na wojnę z Rzecząpospolitą; Szwedzi zapewniali transport morski.
W opracowaniach na temat sposobu pozyskiwania tych żołnierzy pojawiają się różne metody: podczas gdy byli ochotnicy, choć stopień ich dobrowolności trudno ocenić, dla wielu istniał tylko wybór między więzieniem lub deportacją. Trudno jest ocenić ich liczbę we wszystkich transportach, zwłaszcza że wielu zbiegło po drodze pomiędzy Anglią a Szwecją; w cytowanym niżej artykule podawane są ilości od około 2000 w górę. Irlandczycy uciekali na różnych etapach; nie chcąc służyć przeciwko innym katolikom, jedni zbiegli w okolicach Flandrii aby dołączyć do swoich rodaków w armii hiszpańskiej, inni zaś przeszli później na stronę polską, wspomagając Zygmunta III w bitwie pod Kłuszynem. Nie przeprowadzono dotąd polskich badań na temat ich dalszych losów – część z nich mogła szukać zajęcia w innych armiach Europy a część zostać w Rzeczypospolitej.
Wiek XVII był okresem ciągłych wojen dla Rzeczypospolitej, i w 1621 kiedy rozpoczął się konflikt z Turcją, Zygmunt III wysłał do Londynu Jerzego Ossolińskiego by ten uzyskał pozwolenie Jakuba I na rekrutację poddanych brytyjskich do walki z Imperium Ottomańskim. Jakub II tym razem nie widział problemu z wysłaniem Irlandczyków i innych żołnierzy do Polski pod warunkiem że nie będą walczyć przeciwko protestantom. Ossoliński uważał, że Irlandczycy są najlepsi a jako katolicy najbardziej godni zaufania; rekrutacją dla niego zajmował się katolik angielski, Arthur Aston. Z powodu sprzeciwu króla Danii nie udało się w porę dowieść wszystkich najemników, lecz i tak wiemy, że pod Chocimiem walczyli również Irlandczycy. Później Aston walczył przeciwko Szwedom w Inflantach razem z irlandzkim oficerem Jamesem Butlerem który już wcześniej brał udział w wojnie z Moskwą. Butler wiele lat służył w wojsku polskim, w wojnach tureckich, rosyjskich i szwedzkich, osiągając rangę pułkownika oraz indygenat, który otrzymał w 1627. W Rzeczypospolitej służyło jednak więcej Butlerów. Niektórzy byli Szkotami, zatem trudno ocenić ich liczby.
Temat żołnierzy irlandzkich w armii Rzeczypospolitej Obojga Narodów podejmowany był kilkakrotnie przez badaczy. O Irlandczykach pisano jednak zwykle na marginesie prac poświęconych Szkotom, których było więcej. Pisali o nich w ten sposób Wacław Borowy, Robert I. Frost, oraz Peter Paul Bajer który w rozdziale poświęconym szlachcie wymienia także Irlandczyków, którzy otrzymali indygenaty. Należą do nich d’Obyrnowie (nazwisko pierwotne O’Byrne), Butlerowie i O’Donnellowie.
Już po zaborach pojawiły się w Polsce także inne rodziny pochodzenia irlandzkiego, których protoplaści służyli wcześniej w armiach innych państw, a potomkowie się spolonizowali – O’Brienowie de Lacy i O’Rourke’owie.

## Koniec epoki dzikich gęsi
Rekrutacja Irlandczyków do armii kontynentalnych znacznie zmniejszyła się po 1745 kiedy została całkowicie zdelegalizowana na wyspie.  We wciąż istniejących oddziałach irlandzkich we Francji i innych krajach służyło odtąd coraz więcej potomków emigrantów irlandzkich, później uzupełniano skład ochotnikami, którzy nie byli pochodzenia irlandzkiego.
W 1732, Charles Wogan napisał w liście do Jonathana Swifta, że 120,000 „w ciągu tych czterdziestu lat” 120 000 Irlandczyków zostało zabitych lub rannych w obcej służbie, na co Swift odpowiedział:
Wyjść nie mogę z podziwu nad tymi dżentelmenami z Irlandii, którzy pomimo wszelkich niedogodności życia cudzoziemców i wygnańców byli w stanie wyróżnić się swoim zachowaniem i męstwem w tak wielu krajach Europy, jak sądzę, ponad wszystkie inne narody.
W czasie wojen napoleońskich w armiach Francji i Hiszpanii służyły oddziały irlandzkie przynajmniej z nazwy. Podczas wojny francusko-pruskiej służył w armii francuskiej.oddział medyczny Franco-Irish Ambulance Brigade. Na czele wojsk Francji stał wtedy Marszałek MacMahon, potomek dzikich gęsi.
Pod koniec XVIII w Anglicy zaczęli stopniowo odwoływać Prawa Krane, i w latach 1790 zniesiono zakaz służenia katolików w armii. Wtedy zaczęła się rekrutacja oddziałów irlandzkich dla armii Korony Brytyjskiej, nie nazywano ich jednak dzikimi gęsiami.

## W literaturze i kulturze
Termin „dzikie gęsi” na określenie mężczyzn emigrujących na kontynent do obcych armii spotykany jest w literaturze irlandzkiej co najmniej od początku 18w, i prawdopodobnie narodził się jako jedna z irlandzkich metafor poetyckich, używanych na określenie politycznie niebezpiecznych tematów. Dzikie gęsi to ptaki wędrowne, które odlatują i wracają, określenie więc mogło symbolizować nadzieję na powrót. Z czasem w języku irlandzkim termin „dzika gęś” zaczął być używany jako synonim wędrowca. Dodatkowo, pojęcie „dzikich gęsi” wpisało się w etos emigranta irlandzkiego, jako że kraj ten doświadczył wielu fal emigracji z powodów nie tylko politycznych, lecz także ekonomicznych.
Wydarzenia masowej emigracji żołnierzy za morze i etos „dzikich gęsi” inspirowały wielu poetów piszących w języku irlandzkim, później angielskim.
Cała Irlandia teraz załogą małego okrętu
Co gna na zachód, w morze, już skały Beare minął
Ponad odpływu falą śnieżna piana rozpięta
Cala duma Irlandii w tym kruchym stateczku płynie. (Fearghal Óg Mac an Bhaird, Z odlotu earlów, XVII w., tł. E. Bryll)

Po to z przypływem od południa
Ciągnęły dzikich gęsi klucze,
Potoki krwi wzbierały w studniach,
Emmet, Fitzgerald śmierci nie uszedł (William Butler Yeats, wrzesień 1913, XX w., tł. M. Kłobukowski)